# آلکسی لیووف
آلکسی لیووف (انگلیسی: Alexei Lvov؛ ‏ ۵ ژوئن [سبک قدیمی: ۲۵ مه] ۱۷۹۸ - ۲۸ دسامبر [سبک قدیمی: ۱۶ دسامبر] ۱۸۷۰) موسیقی‌دان، آهنگساز، رهبر ارکستر، نویسنده و نوازنده ویولن اهل امپراتوری روسیه بود. وی سازندهٔ یکی از سرودهای ملی امپراتوری روسیه به نام خدا نگهدار تزار باد بود.
از فیلم‌ها یا سریال‌های تلویزیونی که در آن‌ها از موسیقی وی استفاده شده‌است، می‌توان به جنگ و صلح اشاره نمود.